# Fiorella Diamantini
Fiorella Diamantini (Cingoli, 18 agosto 1931 – Spello, giugno 2019) è stata una pittrice italiana.

## Biografia
Dopo il diploma all'Istituto d'arte di Urbino (Scuola del Libro) e all'Accademia di Belle Arti di Roma nel 1955, dove si era trasferita nel 1951 e dove studiò incisione con L. Castellani e M. Maccari. Nel corso della carriera si dedicò soprattutto alle tecniche dell'acquaforte e dell'acquerello.
All'inizio della sua vita artistica partecipò attivamente a mostre e rassegne, soprattutto riguardanti l'incisione, venendo invitata alla Biennale di Venezia, Biennale del Bianco e Nero di Venezia, Promotrice di Torino, Quadriennale di Roma e alle mostre nazionali e internazionali organizzate dalla Calcografia Nazionale di Roma.
Sue opere sono state presenti nella Galleria Michel di Parigi, al Museo Nazionale di Stoccolma, alla Calcografia Nazionale di Roma, alla Galleria d'Arte Moderna di Civitanova Marche, al Museo Atenaeum di Helsinki e al Museo Albertina di Vienna.
Ha illustrato le Liriche di Saffo per le edizioni Cerastico di Milano.
Dal 1958 ha insegnato Tecniche dell'Incisione presso l'Accademia delle Belle Arti di Roma: prima assistente di M. Maccari e di A. Ciarrocchi, e dal 1980 titolare di una delle Cattedre di Tecniche dell'Incisione, sempre nella stessa Accademia fino al 1997 (anno del pensionamento). Risiedeva in Umbria.